# Clinteroides usambarica
Clinteroides usambarica är en skalbaggsart som beskrevs av Moser 1904. Clinteroides usambarica ingår i släktet Clinteroides och familjen Cetoniidae. Inga underarter finns listade i Catalogue of Life.